# Agentes nos assuntos
Agentes nos assuntos (em latim: agentes in rebus; sg. agens in rebus), também conhecidos como angeliáforos (em grego: ἀγγελιαφόροι) ou magistrianos (μαγιστριανοί)  foram um serviço de mensageiros do Império Romano tardio e agentes gerais do governo central do século IV ao VII.

## História
A data exata da instituição deles é desconhecida. São mencionados pela primeira vez em 319, mas podem datar das reformas de Diocleciano no final do século III. Os agentes substituíram os muito detestados frumentários (frumentarii), e caíram sob jurisdição do mestre dos ofícios, daí o nome grego alternativo de magistrianos (magistrianoi). Como resultado das reforças de Diocleciano, os frumentários foram dissolvidos. A administração imperial central ainda precisava de mensageiros, e os agentes nos assuntos exerceram este papel. Originalmente atuaram como portadores de expedições, mas eventualmente assumiram uma variedade de deveres - o título em si traduz-se como "Aqueles que são Ativos em Assuntos". Sobreviveram no Império Bizantino, sendo eventualmente abolidos em algum momento no final do século VII, com muitas das funções do mestre sendo assumidas pelo logóteta do dromo. A última referência aos agentes nos assuntos vem da crônica de Teófanes, o Confessor, onde o magistriano Paulo é registrado como tendo sido enviado em uma embaixada em 678.

## Organização
Os agentes nos assuntos foram formados em uma escola (schola) do palácio, em comum com outros serviços públicos do Dominato, seus serviços foram militarizados, e considerados uma milícia (militia). De fato, os agentes foram divididos em cinco níveis, retirados dos oficiais juniores da cavalaria: equestres, circidores, biarcos (biarchi), centenários (centenarii) e ducenários (ducenarii). Dois foram apontados para cada província em 357, um em 395 e mais novamente após 412. Cada membro dos agentes nos assuntos foi normalmente promovido em outros ramos do governo. O Código de Justiniano nota ainda que os agentes gozavam de imunidade de perseguição tanto civil como criminal, a menos, se sancionado pelo mestre dos ofícios. agentes seniores foram regularmente apontado para o posto de príncipe dos ofícios (princeps officii) das prefeituras pretorianas, das prefeituras urbanas e das dioceses, assim exercendo controle sobre este burocráticos departamentos e reduzindo a independência deles.
Tal como para a função deles, o historiador do século VI Procópio de Cesareia nota em sua História Secreta:
Os imperadores anteriores, em modo a ganhar a informação mais rápida acerca dos movimentos do inimigo em cada território, disseções ou acidentes imprevistos em cidades individuais, e as ações dos governadores e outros oficiais em todas as partes do império, e também de modo que aqueles que transmitiram o tributo anual possam fazê-lo então sem perigo ou atraso, estabeleceram um rápido serviço de mensageiros públicos.
Como o serviço manipulou as comunicações e os sistemas de comunicação dentro do império, os deveres deles incluíam a supervisão das estradas e pousadas do curso público (sistema postal público), o transporte de cartas, ou verificação se os viajantes estavam carregando a garantia (evectio) correta enquanto usavam o curso. Outros deveres atribuídos aos agentes incluíam o papel de funcionário aduaneiros, a supervisão dos trabalhos públicos e o aquartelamento de soldados. Eles foram também usados para supervisionar a prisão de oficiais seniores como requerido, escoltar romanos seniores em exílio (tais como João Crisóstomo em 404), e mesmo auxiliar na aplicação da regulamentação governamental da igreja. Amiano Marcelino e Procópio também notam o uso deles como embaixadores em várias ocasiões.
Outras tarefas incluíam a supervisão da burocracia provincial e transmissão de comandos imperiais, frequentemente ficando na área para assegurar a implementação deles. Estando fora do controle dos governadores provinciais, alguns agentes, os curiosos (curiosi; em grego: διατρέχοντες; romaniz.: diatrechontes) foram apontados como inspetores e atuaram como uma espécie de agentes secretos. Como suas atribuições de rotina trouxeram-os em contado com questões de grande preocupação para a corte, e como eles também reportavam para a corte tudo o que viam ou ouviam em suas missões variadas, os agentes podem ser vistos como tendo uma função de inteligência, no sentido moderno mais amplo do termo. Este papel, bem como o extraordinário poder deles, fazia-os temíveis: o filósofo do século IV Libânio acusou-os de falta grave, aterrorizando e extorquindo os provincianos, "cães pastores que juntaram-se ao bando de lobos". Não obstante, a vasta maioria operou abertamente, e as reivindicações de agentes operando como uma polícia de segurança moderna são certamente exageradas.
O número dos agentes tendeu em direção da inflação, e o corpos eram vistos com certa desconfiança pelos imperadores, que repetidamente tentaram regular seu tamanho: 1174 no ano 430 de acordo com o Código de Teodósio, e 1248 sob Leão I, o Trácio (r. 457-474). Éditos imperiais também regulamentaram a promoção deles, que era para ser estritamente na velhice, com a exceção anual de dois oficiais, que o imperador poderia avançar ao seu prazer.

## Biografia
- Justiniano (século VI). Corpo do Direito Civil. [S.l.: s.n.]

- Kazhdan, Alexander Petrovich (1991). The Oxford Dictionary of Byzantium. Nova Iorque e Oxford: Oxford University Press. ISBN 0-19-504652-8

- Kelly, Chistopher (2004). Ruling the Later Roman Empire. Cambridge, Massachusetts: Harvard University Press. ISBN 0-674-01564-9

- Sinnegen, William J. (1959). «Two Branches of the Roman Secret Service». The American Journal of Philology. 80 (3)

- Procópio de Cesareia. A Anedota

- Teodósio II (século V). Código de Teodósio. [S.l.: s.n.]

- Teófanes, o Confessor (século IX). Anni Mundi 6095-6305. [S.l.: s.n.]